# 伊彭堡
伊彭堡（荷蘭語：Ypenburg，又譯勇堡）是海牙市內的一個社區，1936年隨著伊彭堡機場的建設而發展起來，1992年機場關閉後，1997年荷蘭政府將伊彭堡劃設為Vinex新住宅區，因而持續茁壯，成為約有三萬居民人口的社區。2002年，海牙市政府進行行政區劃調整，伊彭堡兼併了部分雷斯威克、派恩阿克和諾特多普的土地，並與霍伦韦克、福勒帕克和萊岑芬共同組成萊岑芬-伊彭堡，為海牙市的八個行政區之一。

## 歷史

### 史前至中古時代

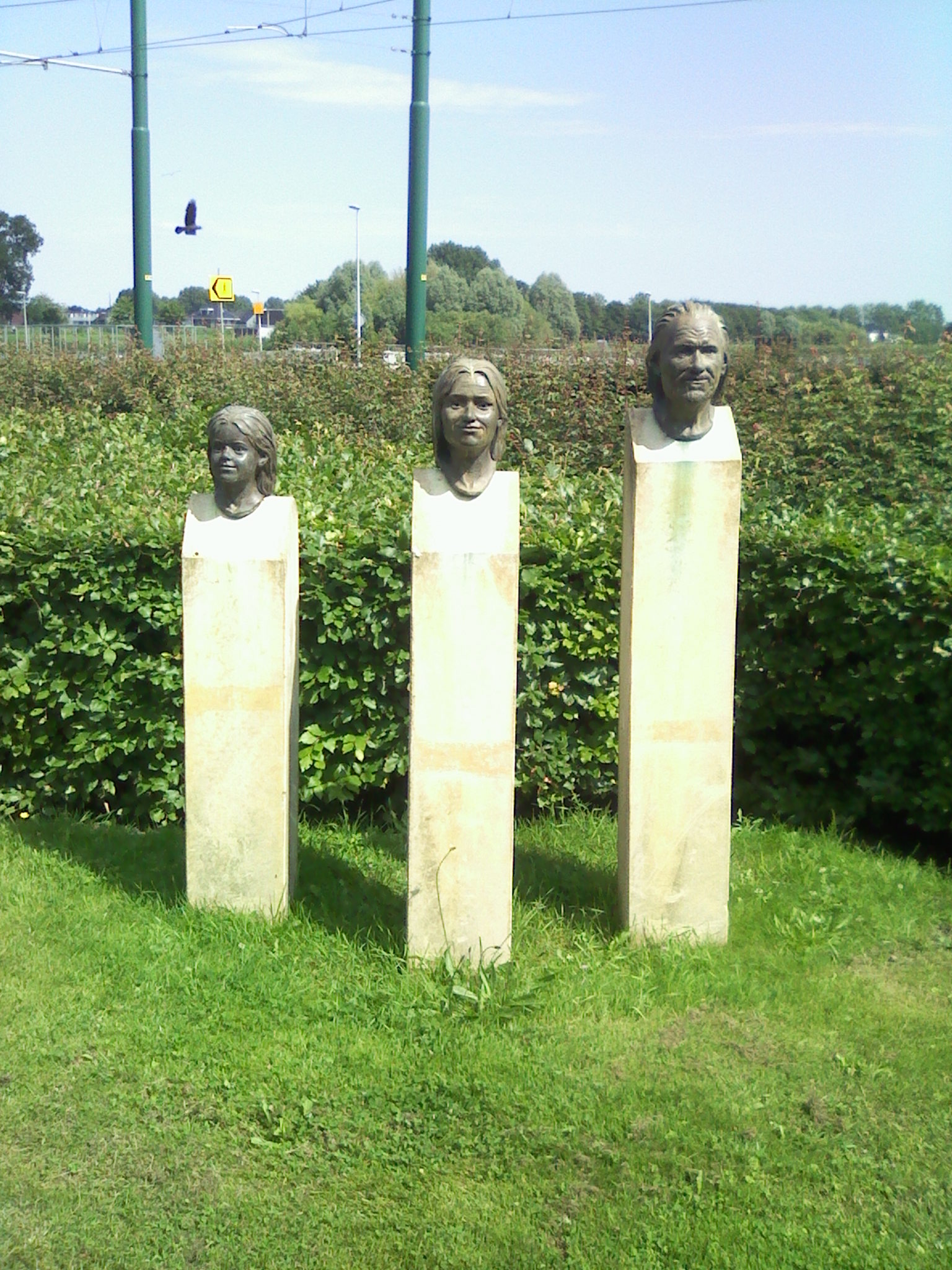
三個伊彭堡人青銅像：其中中間的女子被取名為雷斯威克的伊普耶（Ypje van Rijswijk），她的面貌是根據考古的頭骨遺骸重建而來的。

伊彭堡得名於歷史悠久的同名農場，直到1997年在興建伊彭堡購物中心時，考古學家發掘了一座非常古老的人類定居和墓葬遺址，才逐漸拼湊出此地的史前樣貌。在西元前約一萬年以前，現今的北海是一片可直達英格蘭的陸地。直到最後一個冰河時代結束，海平面隨著融冰而再次上升，海岸線才不斷東移。早在西元前3800年，新石器時代的哈曾東克人（Hazendonk）便來到海牙的沿海地區；地勢較低的地區易被洪水淹沒，或較為潮濕、不適合居住，人類於是選擇在一些地勢高突的沙丘上定居。伊彭堡便是其中最大的沙丘，高度約有100至750公尺。人類在沙丘上建造了1.8公尺高的房屋，主要以狩獵和採集維生，同時也耕種穀物和畜牧。有時他們也住在其他地方，但仍會到沙丘地區狩獵和採集果子與堅果。考古學家在伊彭堡遺址發現了火爐和水坑的遺留，以及墓葬遺跡和煤精石、琥珀吊墜等貴重的陪葬物，代表當時人類已有飲用水的習慣和墓葬文化。伊彭堡墓葬遺跡也是荷蘭西部最古老的墓地。直到西元前4000年至3500年，北海地區成為一片汪洋，海岸線向東推到了伊彭堡沙丘，沙丘的周圍環境逐漸變得潮濕、渾濁。西元前約3400年，人類便離開了伊彭堡的定居地。史前時代後期，海岸線逐漸向西後退，在今海牙市留下了沙洲或沙丘地形。
在羅馬帝國時期，海岸線退到了比現今的海岸線更西的位置，海牙地區也被羅馬人攻佔，成為羅馬帝國的領土。到了中世紀，受到西風的影響，海岸線向東移動了數英里，伊彭堡成為了一片泥炭沼澤。相較於伊彭堡，人類傾向定居在雷斯威克和福爾堡等地勢較高的地區，也因此後人對中古時代的伊彭堡所知甚少。伊彭堡最初偶被用於農耕，後來數世紀成為泥炭的盛產地，遍布挖掘泥炭所留下的水坑。一直到近代填海工程實施後，伊彭堡才有了漁業以外的發展。

### 伊彭堡機場
伊彭堡近海牙一側因為較遠離洪氾區，形成了第一個建成區：沿著弗利特運河，坐落著許多別緻的鄉村莊園，當地被名為伊彭堡農場。十九至二十世紀，伊彭堡開通了前往烏特勒支和鹿特丹的鐵路，二十世紀時更進一步闢建高速公路，以及沿之而建的雷斯威克單車道。最後，第一座「海牙」機場於1937年啟用。
海牙機場的建造藍圖可追溯至1919年。1926年，當時的海牙市長派坦先生（Mr. J.A.N. Patijn）主張在海牙附近新建一座更勝過史基浦的機場。然而，由於1930年代經濟成長緩慢，建造機場成本過高，計畫持續延宕。與此同時，滑翔飛行運動正在荷蘭蓬勃發展，伊彭堡農場附近地區的上空是熱門的運動地點。1935年，由海牙飛行俱樂部（Haagsche Aero Club）的主席瑞因德斯先生（D.H. Reinders）領銜，在荷蘭國家航空學校和鹿特丹航空俱樂部的支持，以及海爾德靈與皮耶生銀行（Heldring & Pierson）等資本家的資金協助之下，這群飛行運動愛好者向雷斯威克政府購買土地，伊彭堡機場破土動工，由雷斯威克市長在建地上鋪上第一塊石磚。1936年7月11日，第一架飛機──德哈維蘭F.K.C豹蛾單翼機──降落在伊彭堡機場。伊彭堡機場最初是運動競技機場，直到1937年8月18日獲得國家批准轉為民用機場。第一架降落在伊彭堡機場的航班是荷蘭皇家航空的柯爾霍芬F.K.43飛機。
在阿姆斯特丹史基浦機場和鹿特丹瓦哈芬機場之間，伊彭堡機場的經營狀況一直很勉強。到了第二次世界大戰爆發前，伊彭堡機場被轉作軍用機場。1940年5月10日，德軍襲擊了中立的荷蘭。德國傘兵和空降部隊意圖降落在伊彭堡機場，計畫後續從伊彭堡向海牙進攻，進而俘虜荷蘭皇室、政府和軍隊首腦。荷蘭面臨了歷史上第一次大型空降作戰的威脅。德軍戰鬥機的激烈轟炸和大規模空降砲擊不斷，但荷軍頑強抵抗，最終成功守成伊彭堡機場。這次行動也是德軍在西歐「閃電戰」之中所遭遇到唯一的重大挫敗。為紀念伊彭堡戰役，今日的伊爾西公園（ILSY-plantsoen）矗立了「伊彭堡紀念碑」。許多街道也以當時在伊彭堡作戰的荷蘭將士命名。
戰爭結束後，伊彭堡機場繼續被用作軍用機場，一直到冷戰結束後，伊彭堡機場於1992年9月20日關閉。

## 人口
截至2018年，伊彭堡共有27,165位社區居民，居民的平均年齡為34.6歲，低於全海牙市的市民平均年齡。其中，青壯年人口（20-64歲）佔61.0%，青少年與幼年人口（20歲以下）佔31.9%，老年人口（65歲以上）則佔有7.0%。自2002年以來，伊彭堡的老年人口日益增加，青少年與青壯年人口則皆逐年減少。伊彭堡的青壯年人口所佔比例（61.0%）也低於全海牙市（62.7%）。
伊彭堡的荷蘭本地人口佔58.8%，大幅高於全海牙市的比例（46.2%）。而在2015年伊彭堡的移民人口中，非西方族裔佔總社區人口的25.3%，西方族裔則佔11.8%。
根據海牙市政府估計，截至2018年1月1日，伊彭堡共有10,191個家戶，其中23.0%為單身家戶，12.2%為單親家庭，有無子女的雙親家庭分別佔了43.2%和21.6%。

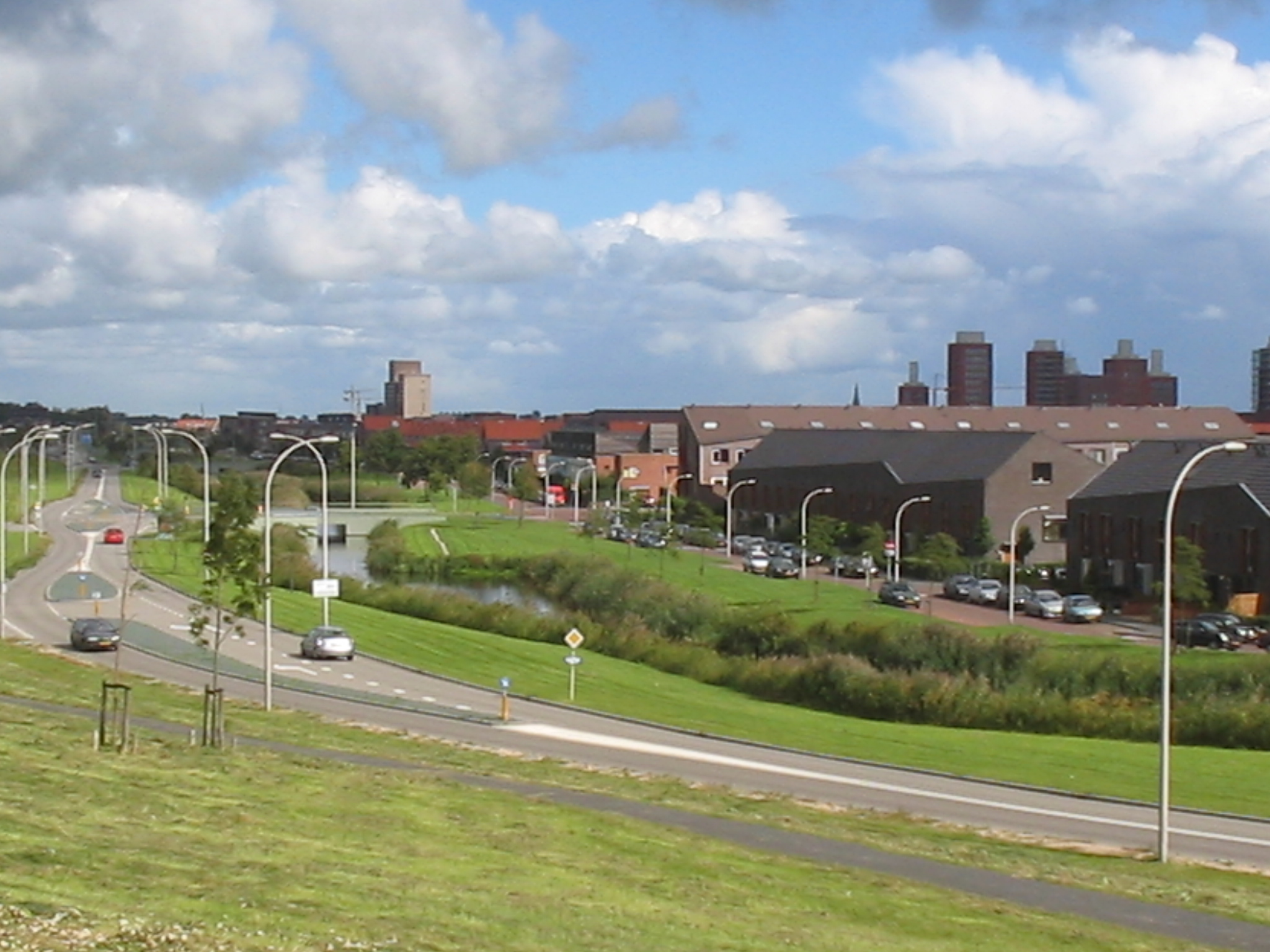
伊彭堡一景，2005年10月

伊彭堡社區居民的社經地位和教育程度普遍較高。

## 鄰里
伊彭堡社區共包括八個鄰里（buurten）：
| 鄰里 代碼 | 鄰里名稱     | 鄰里名稱 （荷蘭文） | 總面積（含水域） （平方公里） | 人口數 （2018年） | 人口密度 （萬人/平方公里， 2018年） | 所在位置 |
| --------- | ------------ | ------------------- | ----------------------------- | ----------------- | ----------------------------------- | -------- |
| 108       | 伯斯韋德     | Bosweide            | .737                          | 2,051             | .303                                |          |
| 109       | 台丁爾布魯克 | Tedingerbroek       | .495                          |                   |                                     |          |
| 110       | 瑞夫         | De Reef             | .621                          | 112               | .022                                |          |
| 111       | 維訥         | De Venen            | .354                          | 1,756             | .524                                |          |
| 112       | 莫根維德     | Morgenweide         | .882                          | 7,122             | .869                                |          |
| 113       | 辛苟斯       | Singels             | .571                          | 5,603             | 1.027                               |          |
| 114       | 瓦特布爾特   | Waterbuurt          | 1.065                         | 4,782             | .586                                |          |
| 115       | 布拉斯       | De Bras             | .952                          | 5,851             | .706                                |          |

## 外部連結
- 伊彭堡居民平台 （页面存档备份，存于） （荷兰文）
- 萊岑芬-伊彭堡 （页面存档备份，存于）於海牙市政府網站 （荷兰文）
- 伊彭堡與霍伦韦克於「生活在海牙」網站 （荷兰文）